# Nonkonformismus
Als Nonkonformismus oder Nonkonformität (seltener Antikonformismus) werden persönliche Haltungen oder Einstellungen, individuelle Handlungen oder philosophische Positionen bezeichnet, die nicht in Übereinstimmung mit den allgemein anerkannten Ansichten, der gültigen Etikette, dem vorherrschenden Lebensstil oder dem kulturellen Mainstream stehen.

## Allgemeines
Stark von der sozialen Norm abweichende Individuen nennt man Exzentriker. Im kulturellen Kontext spricht man von Zugehörigkeit zu einer Gegenkultur oder „Underground“-Bewegung, im politischen von Dissidententum. Einzelne nonkonforme Handlungen, die gegen Rechtsnormen verstoßen, jedoch aus Gewissensgründen vollzogen werden, um symbolisch auf eine Unrechtssituation hinzuweisen, werden als Akte des zivilen Ungehorsams bezeichnet.

## Kriminologie
Aus Sicht der Kriminologie stellt nonkonformes Verhalten ein abweichendes Verhalten dar, das anders als aberrantes Verhalten mit einer Bestreitung der Gültigkeit der verletzten Regel oder Norm einhergeht. Dabei wird zwischen „passiver Unabhängigkeit von“ oder „Gleichgültigkeit gegenüber“ den gesellschaftlichen Regeln und aktiver Bekämpfung dieser Regeln unterschieden. Ein Beispiel für aktiv nonkonformes Verhalten wäre eine politische Straftat.

## Kirchengeschichte
Als Nonconformists (auch Dissenters) wurden die Angehörigen einiger von der Anglikanischen Kirche abweichenden Gruppierungen bezeichnet, die zwischen dem 16. und 18. Jahrhundert eigene Glaubensgemeinschaften bildeten, die sich zwar weigerten, bestimmte religiöse Vorschriften der Amtskirche einzuhalten, zunächst jedoch an der Kirchengemeinschaft festhielten.